# Polk (Pensilvania)
Polk es un borough ubicado en el condado de Venango en el estado estadounidense de Pensilvania. En el año 2000 tenía una población de 1.031 habitantes y una densidad poblacional de 205.2 personas por km².

## Geografía
Polk se encuentra ubicado en las coordenadas 41°22′18″N 79°55′46″O / 41.37167, -79.92944.

## Demografía
Según la Oficina del Censo en 2000 los ingresos medios por hogar en la localidad eran de $33,929 y los ingresos medios por familia eran $38,438. Los hombres tenían unos ingresos medios de $22,273 frente a los $31,875 para las mujeres. La renta per cápita para la localidad era de $12,963. Alrededor del 35% de la población estaba por debajo del umbral de pobreza.